# Václav Mol z Modřelic
Václav Mol z Modřelic (okolo 1570?–1625? Špilberk) byl moravský šlechtic z vladyckého rodu Molů z Modřelic, v letech 1612 až 1621 majitel panství Hranice a Drahotuše. Podílel se na českém stavovském povstání jakožto člen moravského direktoria, jako jeden z nejvýznamnějších moravských představitelů celého procesu. Po porážce povstání byl uvržen do žaláře v brněnské pevnosti Špilberk, kde po několika letech věznění zemřel.

## Životopis

### Mládí
Narodil se patrně na Přerovsku jako syn svobodného pána a majitele dvora Nelešovice Václava Mola z Modřelic staršího (?–před 1589) a jeho manželky Anny Křivadské ze Zavádky. Otec, luterán, služebník Václava z Ludanic, roku 1570 nabyl darem nelešovický dvůr, osvobozený od povinností roboty. Václav Mol starší zemřel před rokem 1589 a majitelem dvora se tak stal Václav Mol mladší. Pokračoval v rozšiřování rodinného majetku, roku 1612 se stal majitelem rozsáhlého hranického panství a jeho vliv rostl. V Hranicích se usídlil i se svou manželkou, kde budoval rodinný sídelní zámek. Hranice a okolí se díky jeho vlivu staly útočištěm moravských protestantů.
Vlastnil také mj. okolní statky Dřevohostice, Kvasice, Jindřichov, Hrabůvka a jistou dobu též Napajedla.

### Stavovské povstání

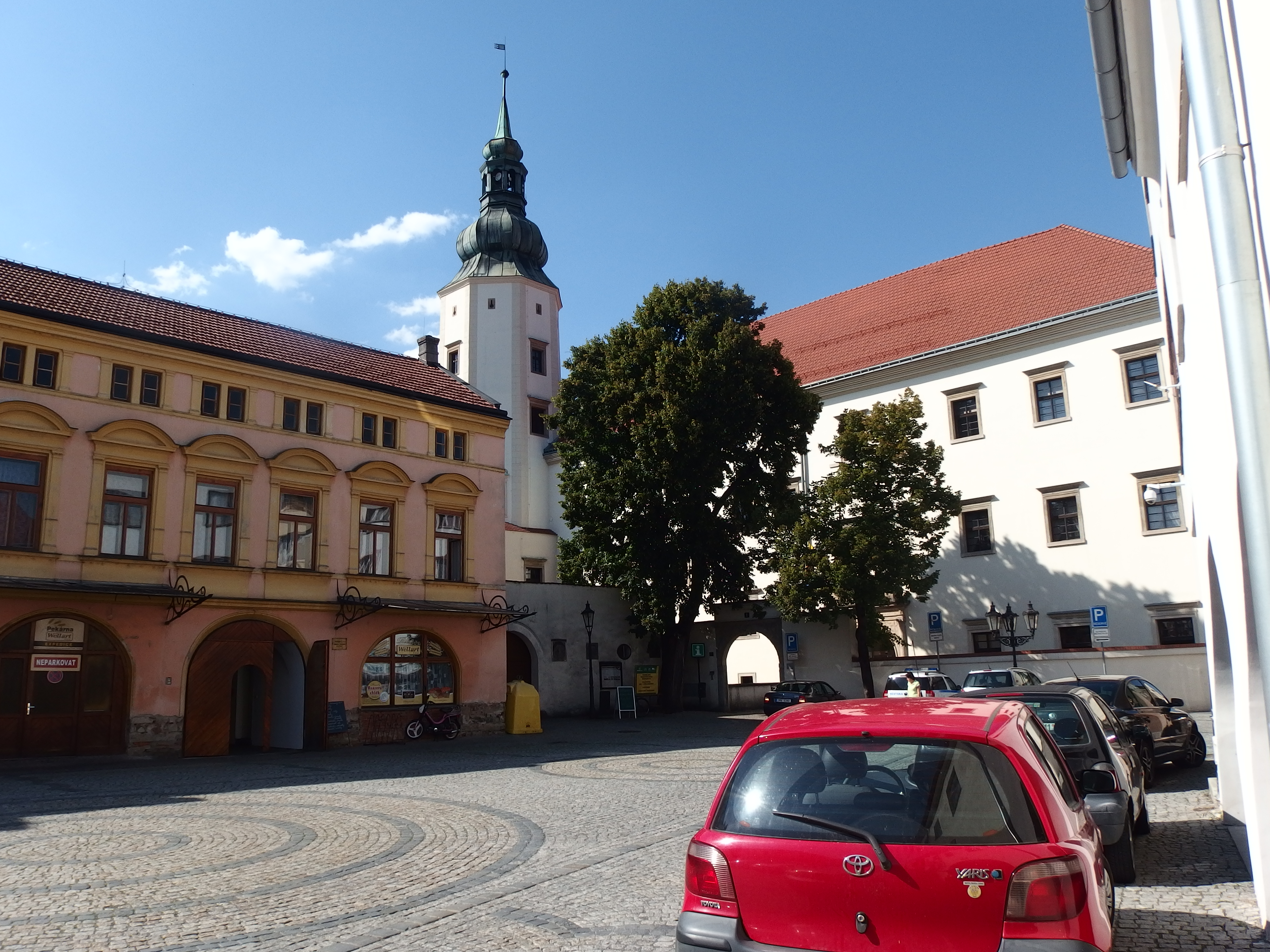
Zámek v Hranicích

Aktivně se zapojil do moravské části stavovského povstání v letech 1618–1620, které odmítlo vládu císaře Ferdinanda II. a zvolilo nového krále, Fridricha Falckého. Jiří Bruntálský byl zvolen do moravského direktoria, kde po jistou dobu vykonával pozici jeho předsedy. Po prohře českých a moravských stavů v bitvě na Bílé hoře na rozdíl od řady protestantských členů z řad vedení povstání neuprchl do exilu a pokračoval v hájení hranického panství. V Hranicích byl však na jaře 1621 zatčen jednotkami plukovníka Spinelliho se španělskými katolickými oddíly a uvězněn nejprve v Olomouci, 28. března byl pak spolu s ostatními zadrženými internován v pevnosti Špilberk v Brně.

### Proces a věznění
Spolu s dalšími devatenácti moravskými šlechtici, mj. s Jiřím Bruntálským z Vrbna, byl označen jako strůjce povstání na Moravě s reálnou hrozbou trestu smrti, který byl vykonán u 27 českých šlechticů při popravě na Staroměstském náměstí. O obdobné popravě se pak uvažovalo také v Brně. Devatenácti obviněným byl během tribunálu 3. listopadu 1622 na Staré brněnské radnici trest zmírněn na doživotní vězení. Rozsudku se z vězněných nedožil Jiří Bruntálský z Vrbna, který na Špilberku zemřel v polovině roku 1622. Rodinný majetek, hranické a drahotušské panství, pak v rámci následných konfiskací připadly do majetku moravského místodržitele a olomouckého biskupa Františka z Ditrichštejna.
Někteří věznění byli v pozdějších letech propuštěni, často díky svým rodinným konexím či majetkovým kompenzacím. Václav Mol však v brněnské pevnosti zůstával, vedle své úlohy také kvůli značnému zabavenému majetku. V cele pak roku 1624 konvertoval ke katolictví.
Zemřel na Špilberku roku 1625.

### Po smrti
I po potlačení povstání a přechodu majetků protestantských šlechticů pod správu katolické šlechty zůstával region Hranicka po dobu propuklé třicetileté války významně protestantský. Obyvatelé Hranic například roku 1627 vítali armádu Dánů, která město nakrátko obsadila, jako osvoboditele. Na nedalekém Valašsku pak až do roku 1644 aktivně probíhalo Valašské povstání motivované protestantskou vírou zdejšího obyvatelstva, potlačené až po bitvě u Vsetína 26. ledna toho roku.